# 中华重盘吸虫
中华重盘吸虫（学名：Diplodiscus sinicus）为重盘科重盘属的动物。在中国大陆，分布于福建、广东等地，营寄生生活，终末宿主沼蛙、泽蛙、黑斑蛙、虎纹蛙以及寄生于肠。
其种加词“Sinicus”意为“中华的”。